# Ornament (konst)

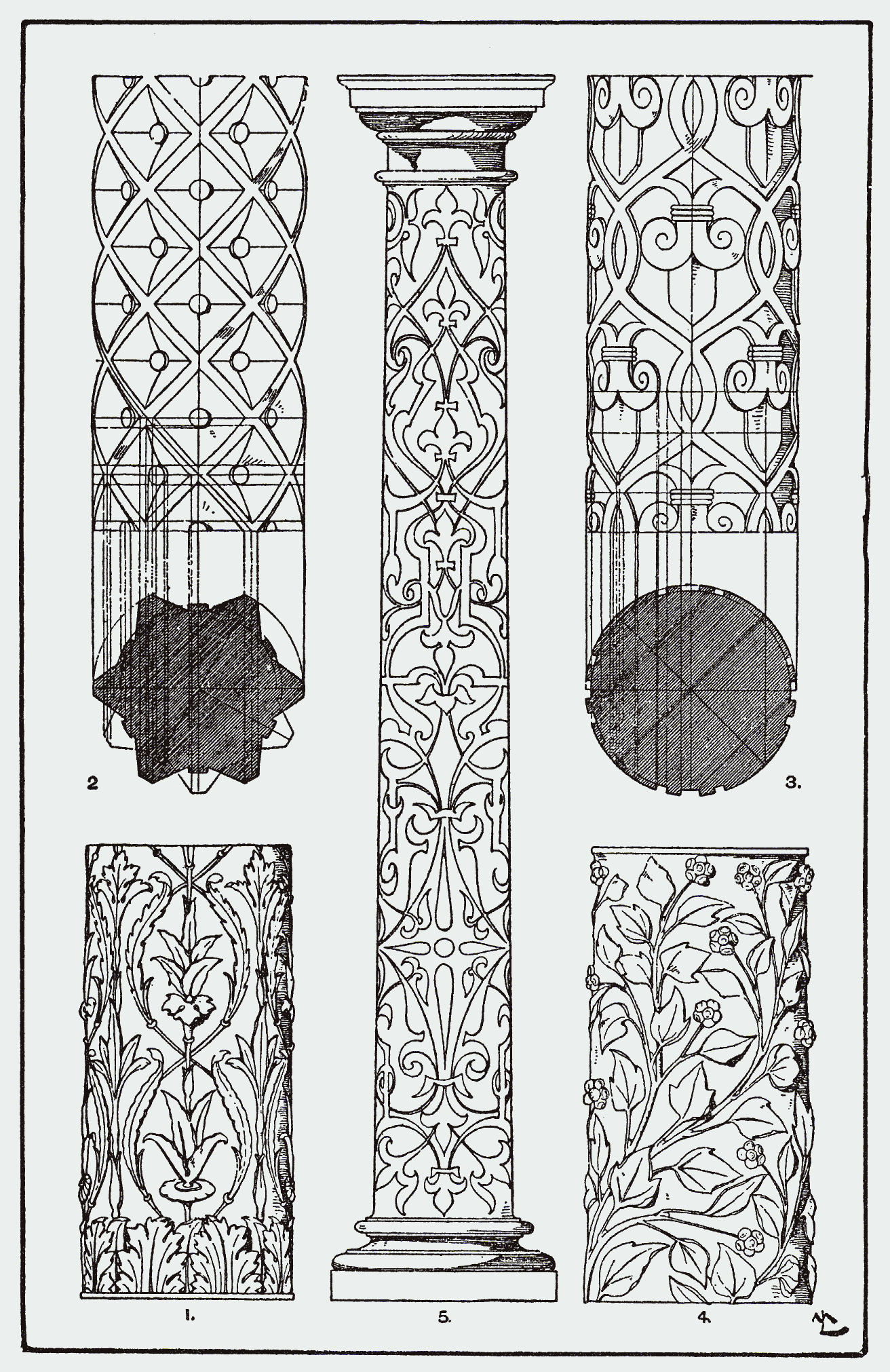
Ornament på pelare.

Ornament (latin: ornare, pryda) är dekorativa element som saknar konstruktiv funktion och är avsedda att pryda andra föremål. Ornamenten kan uppfattas som det tidigaste uttrycket för människans inneboende strävan efter skönhet. Från stenåldern har människan, i alla kulturer och utan synbar praktisk anledning, valt att dekorera både sig själva och bruksföremål med enkla och repetitiva geometriska mönster. Trots denna universialitet i behovet att ornera och ge fantasin stoff för sin verksamhet har varje epok och kultur haft sin säregna ornament.
Under historisk tid i och kring Europa har ornamenten i första hand haft dekorativa syften. De symboliska och religiösa betydelser som tidigare kan ha givit upphov till de ornamentikens grundformer som vi känner idag, förblir dolda i ett historiskt dunkel. Vi kan spekulera kring de betydelser ornamenten tillskrevs, men vi kommer förmodligen aldrig att kunna till fullo förstå dessa.

## A
- akantus
- akroterion
- arabesk
- astragal

## B
- beslagsverk
- bladfris
- bladmask
- bourbonsk lilja
- broskornamentik
- bukranionfris

## D
- djurfris
- drôleri

## E
- entrelacs

## F
- fackla
- femklöver
- festong
- fiskbensmönster
- fiskblåsa
- fjällmönster
- flambeau
- flamboyantstil
- fleur de lis
- klöver
- fyrpass

## G

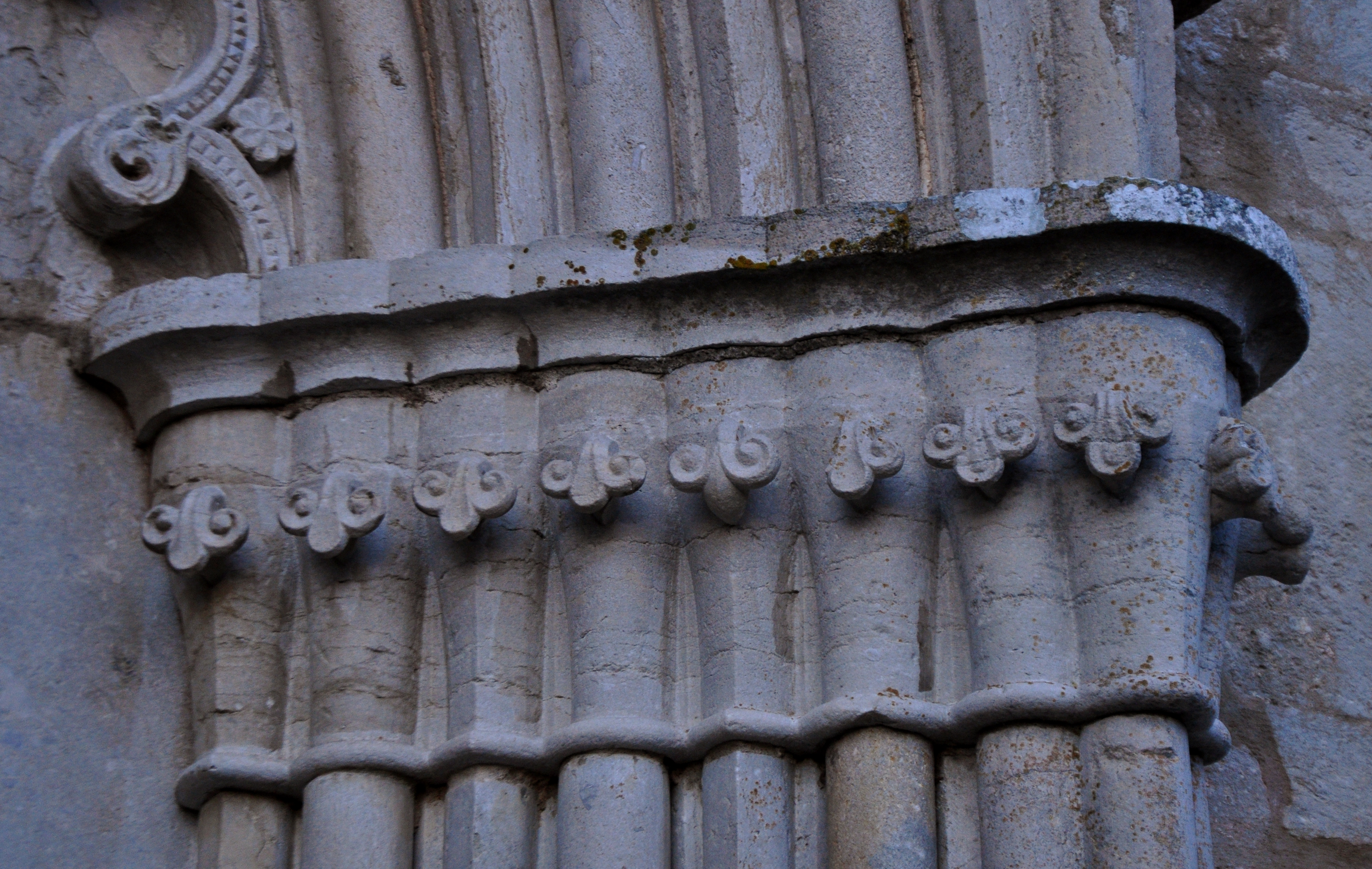
Kapitälband i Klinte kyrka, Gotland.

- girland
- groteskornamentik

## K
- kapitälband
- kartusch
- karvsnitt
- korsblomma
- korsbågefris
- krabba
- kymation

## L
- lilja
- lisen
- löpande hund

## M
- maskaron
- masverk
- meander
- medaljong

## N
- näsa

## P
- palmett
- palmettfris
- Pass_(arkitektur)
- pinjekotte
- pärlstav
- pärlstav

## R
- rankornament
- repstav
- rocaille
- rombfris
- rosett
- rullfris
- rullverk
- rundbågefris
- rutfris

## S
- schackbrädemönster
- sexpass
- skivmönster
- solfjädersrosett
- sågtandsfris

## T
- tandsnitt
- treklöver
- trepass
- tångfris

## V
- vinjett (typografi)
- virvelrosett
- vågband

## Z
- zigzagfris

## Ä
- äggstav

## Ö
- öronmusselstil